# Иванов, Николай Николаевич (политик)
Никола́й Никола́евич Ивано́в (род. 17 января 1957 г. в г. Курск, РСФСР, СССР) — Первый секретарь Комитета Курского регионального отделения КПРФ, председатель ЦКРК КПРФ, депутат Государственной думы РФ III, VI, VII и VIII созывов, член фракции КПРФ, член комитета Госдумы по развитию гражданского общества, вопросам общественных и религиозных объединений.
Из-за вторжения России на Украину, находится под международными санкциями Евросоюза, США, Великобритании и ряда других стран

## Биография
В 1978 году работал учителем истории Сазоновской средней школы Пристенского района Курской области. В 1979 году оканчивает Курский государственный педагогический институт по специальности учитель истории и обществоведения. В том же году становится заместителем директора Пенской средней школы Курчатовского района. С 1979 по 1981 год проходил службу в Советской Армии на границе с Китаем. С 1981 по 1987 год заведующий отделом Курского обкома ВЛКСМ. До 1991 года заведующий отделом обкома КПСС.
В 1991 году окончил Северо-Кавказский социально-политический институт, в 1993 году Московский институт молодежи. С 1991 по 1996 год — заместитель директора Курского городского центра занятости населения.
По словам Иванова, его отец 18 лет провёл в сталинских лагерях (1937—1955). В 1990 г. Николай Иванов основал «Ассоциацию жертв политических репрессий» в Курской области и стал её сопредседателем.
С 1993 года второй секретарь ОК КПРФ. С 1996 по 1997 год — заместитель Губернатора Курской области, затем первый заместитель председателя Курской областной Думы (до 1999 года). В 1998 году окончил Академию государственной службы при Президенте РФ. С 1999 по 2003 год — депутат Государственной Думы ФС РФ 3-го созыва. С ноября 2000 года первый секретарь Курского ОК КПРФ. C 2004 по 2006 год — председатель Комитета социального обеспечения Администрации Курской области.
С 2006 года по 2011 год — секретарь комитета по бюджету, налогам и экономическому развитию Курской областной Думы. Член постоянного комитета по социальной политике, здравоохранению и культуре. Депутат Курской областной думы 4-го и 5-го созывов.
В 2011 году избран депутатом Государственной Думы ФС РФ 6-го созыва. Вошёл в состав комитета по вопросам собственности. 24 февраля 2013 г. избран председателем Центральной контрольно-ревизионной комиссии КПРФ.
Кандидат педагогических наук (1998), награждён орденом ЦК КПРФ «За заслуги перед партией».

## Законотворческая деятельность
С 2011 по 2019 год, в течение исполнения полномочий депутата Государственной Думы VI и VII созывов, выступил соавтором 76 законодательных инициатив и поправок к проектам федеральных законов.

## Санкции
23 февраля 2022 года, на фоне вторжения России на Украину, включён в санкционный список Евросоюза, так как «поддерживал и проводил действия и политику, которые подрывают территориальную целостность, суверенитет и независимость Украины, которые еще больше дестабилизируют Украину».
24 марта 2022 года, на фоне вторжения России на Украину, включен в санкционный список США за «соучастие в войне Путина» и «поддержку усилий Кремля по вторжению в Украину», Госдеп США заявил что депутаты Госдумы используют свои полномочия для преследования инакомыслящих и политических оппонентов, нарушают свободу информации, ограничивают права человека и основные свободы граждан России.
Позднее, по аналогичным основаниям, включён в санкционные списки Великобритании, Канады, Швейцарии, Австралии, Японии, Украины и Новой Зеландии.

## Награды
- Благодарность Правительства Российской Федерации (20 июля 2019 года) — за большой вклад в развитие российского парламентаризма и активную законотворческую деятельность[18].
- Почётный знак «За заслуги в развитии печати и информации» (27 марта 2017 года, Межпарламентская ассамблея СНГ) — за значительный вклад в формирование и развитие общего информационного пространства государств – участников Содружества Независимых Государств, реализацию идей сотрудничества в сфере печати и информации[19].
- Медаль «МПА СНГ. 25 лет» (27 марта 2017 года, Межпарламентская ассамблея СНГ) — за заслуги в деле развития и укрепления парламентаризма, за вклад в развитие и совершенствование правовых основ функционирования Содружества Независимых Государств, укрепление международных связей и межпарламентского сотрудничества[20].
- Памятный знак «МПА СНГ. 30 лет» (16 ноября 2023 года, Межпарламентская ассамблея СНГ) — за заслуги в деле развития и укрепления парламентаризма, за вклад в развитие и совершенствование правовых основ функционирования Содружества Независимых Государств, укрепление международных связей и межпарламентского сотрудничества[21].